# ألماش
ألماش هي قرية تقع في إقليم أراد في رومانيا. تبعد عن أراد 97 كم، ومساحتها تبلغ 8127 هكتار.

## السكان
حسب إحصائيات 2002 بلغ عدد سكان القرية 3,009 نسمة.